# Ricardo Ferretti
Ricardo „Tuca” Ferretti de Oliveira (ur. 22 lutego 1954 w Rio de Janeiro) – brazylijski piłkarz z obywatelstwem meksykańskim występujący na pozycji napastnika, trener piłkarski.
Jego brat Fernando Ferretti również był piłkarzem.
Ferretti pochodzi z Brazylii, jednak od 1977 roku jest nieprzerwanie związany z Meksykiem, gdzie najpierw występował jako piłkarz, a później pracował w roli trenera, w obydwóch przypadkach z licznymi sukcesami. Najdłużej (w sumie przez siedemnaście lat) reprezentował barwy stołecznego zespołu Pumas UNAM, pozostając jedną z najważniejszych figur w historii klubu. Ogółem podczas swojej pracy w meksykańskim futbolu zdobył sześć mistrzostw Meksyku (2 jako zawodnik/4 jako trener), sześć tytułów wicemistrzowskich (2/4), trzykrotnie Puchar Mistrzów CONCACAF (2/1), dwa razy puchar Meksyku (1/1), trzykrotnie superpuchar Meksyku (0/3), Copa Interamericana (1/0), InterLigę (0/1) oraz dotarł do finału Copa Libertadores (0/1).
Jest jednym z najbardziej cenionych trenerów w Meksyku, słynie z dyscypliny wymaganej od swoich zawodników, kontrowersyjnych wypowiedzi i często impulsywnego zachowania na ławce trenerskiej.

## Kariera piłkarska
Ferretti, syn Włocha i Brazylijki, pochodzi z miasta Rio de Janeiro i jest wychowankiem tamtejszego klubu Botafogo FR. Do seniorskiej drużyny został włączony jako siedemnastolatek przez szkoleniowca Paraguaio i w Campeonato Brasileiro Série A zadebiutował 7 listopada 1971 w zremisowanym 0:0 spotkaniu z Coritibą. Premierowego gola w najwyższej klasie rozgrywkowej strzelił natomiast 5 grudnia tego samego roku w wygranej 3:1 konfrontacji z Grêmio. W swoim debiutanckim sezonie 1971 zajął ze swoją drużyną drugie miejsce w rozgrywkach ligi stanowej – Campeonato Carioca, natomiast podczas rozgrywek 1972 wywalczył tytuł wicemistrza Brazylii. Mimo iż nie potrafił sobie wywalczyć miejsca w wyjściowej jedenastce, to jego udane występy zaowocowały powołaniami do brazylijskiej kadry olimpijskiej, jednak nie zdołał znaleźć się w ostatecznym składzie na Igrzyska Olimpijskie w Monachium. W 1973 roku doszedł natomiast z Botafogo do półfinału rozgrywek Copa Libertadores. W późniejszym czasie wraz ze swoim bratem Fernando przeniósł się do ekipy Centro Sportivo Alagoano z siedzibą w Maceió, z którą w 1975 roku triumfował w rozgrywkach stanowych – Campeonato Alagoano.
W 1975 roku Ferretti powrócił do rodzinnego miasta, zostając zawodnikiem ekipy CR Vasco da Gama. W jego barwach w 1976 roku zajął drugie miejsce w rozgrywkach Campeonato Carioca, triumfując przy tym w turnieju Taça Guanabara. W 1976 roku przeszedł do drużyny Bonsucesso FC, w której występował bez większych sukcesów przez kolejne kilkanaście miesięcy, natomiast w 1977 roku wyjechał do Meksyku, gdzie osiadł na stałe i spędził resztę swojego życia, przyjmując tamtejsze obywatelstwo. Początkowo trafił do walczącego o utrzymanie w najwyższej klasy rozgrywkowej zespołu Club Atlas z siedzibą w mieście Guadalajara, w meksykańskiej Primera División debiutując 13 listopada 1977 w przegranym 0:1 meczu z Veracruz, natomiast pierwszą bramkę w barwach Atlasu zdobył 11 grudnia tego samego roku w wygranym 2:1 pojedynku z Pueblą. Mimo dobrych występów i pewnego miejsca w pierwszym składzie na koniec sezonu 1977/1978 spadł z Atlasem do drugiej ligi.
Latem 1978 Ferretti został zawodnikiem klubu Pumas UNAM z miasta Meksyk; mimo ofert z innych drużyn z ligi meksykańskiej zdecydował się na transfer do tego zespołu za namową ówczesnego członka zarządu stołecznej ekipy, Miguela Mejíi Baróna. Tam już w pierwszym sezonie, 1978/1979, zdobył tytuł wicemistrza kraju, lecz pełnił wówczas głównie rolę rezerwowego i niepodważalną pozycję w wyjściowym składzie wywalczył sobie bezpośrednio po tym sukcesie. W ciągu kolejnych kilku lat był jednym z najważniejszych graczy prowadzonej przez Borę Milutinovicia drużyny Pumas, odnoszącej duże sukcesy zarówno na arenie krajowej, jak i międzynarodowej. W 1980 roku triumfował z nią w najbardziej prestiżowych rozgrywkach północnoamerykańskiego kontynentu – Pucharze Mistrzów CONCACAF, a także zdobył Copa Interamericana. W sezonie 1980/1981 zanotował za to pierwsze w karierze mistrzostwo Meksyku, tworząc wówczas bramkostrzelny duet atakujących z Hugo Sánchezem i zostając wybranym w oficjalnym plebiscycie najlepszym skrzydłowym ligi. W 1982 roku po raz drugi zdobył Puchar Mistrzów, a podczas rozgrywek 1984/1985 wywalczył tytuł wicemistrza Meksyku.
W połowie 1985 roku Ferretti, po siedmiu latach spędzonych w Pumas odszedł do ekipy Deportivo Neza z siedzibą w mieście Nezahualcóyotl, gdzie spędził rok, regularnie wybiegając na ligowe boiska w wyjściowej jedenastce, jednak nie potrafił nawiązać do osiągnięć odnoszonych w barwach swojego poprzedniego klubu. Później przeniósł się do ówczesnego mistrza Meksyku, drużyny CF Monterrey, w którego barwach również występował przez dwanaście miesięcy bez większych sukcesów. W lipcu 1987 podpisał umowę z zespołem Deportivo Toluca, gdzie w roli kluczowego zawodnika i najlepszego strzelca spędził kolejne trzy lata; ponadto w sezonie 1988/1989 triumfował z drużyną prowadzoną przez szkoleniowca Héctora Sanabrię w rozgrywkach krajowego pucharu – Copa México, a następnie zajął drugie miejsce w superpucharze Meksyku – Campeón de Campeones.
W 1990 roku Ferretti zakończył karierę piłkarską i powrócił do Pumas UNAM, gdzie miał zostać asystentem trenera Miguela Mejíi Baróna. Po udanym obozie przygotowawczym dał się jednak namówić na rozegranie jeszcze jednego sezonu w roli zawodnika Pumas. Podczas rozgrywek 1990/1991 mimo zaawansowanego wieku miał niepodważalne miejsce w wyjściowym składzie i wywalczył ze swoją ekipą tytuł mistrza Meksyku. W finałowym spotkaniu z Américą (1:0) właśnie on strzałem z rzutu wolnego zdobył bramkę, która dała drużynie Pumas mistrzostwo; gol ten przeszedł do historii meksykańskiej piłki jako "Tucazo", od przydomka piłkarza. Bezpośrednio po tym spotkaniu w wieku 37 lat zdecydował się definitywnie zakończyć karierę. W zespole Pumas spędził ogółem osiem lat i jest jedną z największych klubowych legend; razem z Cabinho oraz Hugo Sánchezem uznaje się go za najlepszego piłkarza w historii klubu. W jego barwach rozegrał w sumie 293 mecze i strzelił 118 goli – pod tymi względami zajmuje odpowiednio siódme i drugie miejsce w klasyfikacji klubowych rekordów. Ogółem w lidze meksykańskiej zdobył 182 gole (dwunaste miejsce w tabeli najlepszych strzelców w historii).

## Kariera trenerska
Od razu po zakończeniu kariery piłkarskiej Ferretti rozpoczął pracę w roli szkoleniowca, zastępując Miguela Mejíę Baróna na stanowisku pierwszego trenera stołecznego Pumas UNAM. Ekipę tę, w której grali wówczas zawodnicy stanowiący trzon krajowej reprezentacji, tacy jak Jorge Campos, Juan de Dios Ramírez Perales, Claudio Suárez czy Luis García Postigo trenował z przeciętnym skutkiem, regularnie kwalifikując się do ligowej fazy play-off, gdzie jednak ani razu nie zdołał dotrzeć dalej niż do ćwierćfinału. Podczas swojej pierwszej kadencji w Pumas poważniejszych osiągnięć nie zdołał również odnieść w innych rozgrywkach, lecz kilkakrotnie współpracował z Meksykańskim Związkiem Piłki Nożnej – w czerwcu 1993 poprowadził występującą w rezerwowym składzie reprezentację Meksyku w towarzyskim meczu z Kostaryką (2:0); pierwsza kadra pod kierownictwem Miguela Mejíi Baróna przebywała wówczas w Ekwadorze, biorąc udział w turnieju Copa América. W 1995 poprowadził natomiast młodzieżową reprezentację Meksyku podczas prestiżowego Turnieju w Tulonie – jego podopieczni odpadli jednak już w fazie grupowej, zajmując w niej trzecie miejsce po zanotowaniu dwóch zwycięstw (2:1 ze Szkocją i 1:0 z Koreą Płd.) i porażki (0:5 z Francją). W sumie jako trener spędził w Pumas pięć lat (ogólny bilans: 192 ligowe mecze – 77 zwycięstw/55 remisów/60 porażek).
W 1996 roku Ferretti został trenerem drużyny Chivas de Guadalajara, z którą w wiosennym sezonie Verano 1997 wywalczył pierwszy w swojej karierze trenerskiej tytuł mistrza Meksyku, odzyskując tytuł mistrzowski dla tego klubu po dziesięciu latach. Jego podopieczni wygrali wówczas w finałowym dwumeczu z Toros Neza wynikiem 7:2 (1:1, 6:1). Został wtedy również wybrany w oficjalnym plebiscycie Meksykańskiego Związku Piłki Nożnej najlepszym trenerem ligi. Podczas jesiennych rozgrywek Invierno 1998 zanotował z kolei wicemistrzostwo kraju – przegrywając w finale wynikiem 0:2 (0:0, 0:2) z Necaxą – a ogółem zespół Chivas prowadził przez cztery lata (160m – 69z/49r/42p). W późniejszym czasie podpisał umowę z ekipą Tigres UANL z siedzibą w mieście Monterrey, która mimo stosunkowo silnego składu od kilku lat nie zdołała się zakwalifikować do ligowych play-offów. Pod jego kierownictwem zespół szybko dołączył do ligowej czołówki, a w sezonie Invierno 2001 wywalczył z nim tytuł wicemistrza Meksyku – finałowa porażka z Pachucą wynikiem 1:3 (0:2, 1:1), ugruntowując swoją pozycję jako jednego z najlepszych, a niebawem także najlepiej opłacanych szkoleniowców ligi meksykańskiej. Ze stanowiska szkoleniowca Tigres odszedł w czerwcu 2003 roku, kiedy to zarząd klubu zdecydował się zwolnić go po wysokiej porażce drużyny w półfinale play-offów z derbowym rywalem – Monterrey (122m – 51z/36r/35p).
W 2003 roku Ferretti został zatrudniony przez klub Deportivo Toluca, z którym jeszcze w tym samym roku wywalczył superpuchar Meksyku – Campeón de Campeones (zwycięstwo 1:1, 4:2 po karnych z Monterrey), a także po raz pierwszy w roli szkoleniowca wygrał rozgrywki Pucharu Mistrzów CONCACAF, kiedy to jego podopieczni pokonali Morelię w finałowym dwumeczu wynikiem 5:4 (3:3, 2:1). Ogółem trenerem tej drużyny pozostawał przez półtora roku, notując bardzo dobre wyniki, w każdym sezonie kwalifikując się do fazy play-off, lecz ostatecznie zdecydował się odejść z Toluki w wyniku konfliktu z gwiazdą drużyny, paragwajskim napastnikiem José Cardozo (58m – 28z/10r/20p). W późniejszym czasie objął zespół Monarcas Morelia, w którym pracował przez rok ze średnim sukcesem; w pierwszym sezonie zajął pierwsze miejsce w tabeli, odpadając z play-offów w półfinale, lecz podczas kolejnych rozgrywek jego drużyna spisywała się znacznie słabiej, co zaowocowało jego odejściem z Morelii (38m – 18z/5r/15p). Bezpośrednio po tym powrócił do Tigres UANL, z którym w 2006 roku triumfował w turnieju kwalifikacyjnym do Copa Libertadores – InterLidze, lecz jego zespół jednocześnie spisywał się poniżej oczekiwań w lidze. Z Tigres odszedł już po upływie sześciu miesięcy (17m – 4z/9r/4p), a w 2006 roku otrzymał meksykańskie obywatelstwo, w wyniku wieloletniego zamieszkania w tym kraju.
W maju 2006 roku Ferretti po raz drugi został trenerem klubu, w którym odnosił największe sukcesy jako piłkarz; stołecznego Pumas UNAM. Jego początkowym celem było uchronienie ekipy przed spadkiem z ligi, jednak już niebawem prowadzona przez niego drużyna zaczęła regularnie zajmować miejsca nagradzane awansem do fazy play-off. W jesiennym sezonie Apertura 2007 zdobył z Pumas tytuł wicemistrza kraju – porażka w finale z Atlante wynikiem 1:2 (0:0, 1:2) po uprzednim zajęciu pierwszego miejsca w tabeli generalnej, zaś w wiosennych rozgrywkach Clausura 2009 wywalczył ze swoim zespołem mistrzostwo Meksyku – zwycięstwo wynikiem 3:2 (1:0, 2:2) po dogrywce z Pachucą – swoje drugie w roli trenera, a czwarte ogółem. Kolejny raz w oficjalnym plebiscycie otrzymał wówczas nagrodę dla najlepszego trenera ligi meksykańskiej. W maju 2010, po czterech latach spędzonych w Pumas, zdecydował się odejść z klubu, nie przedłużając swojego kontraktu (154m – 54z/53r/47p).
Kilka dni później Ferretti po raz trzeci objął stanowisko szkoleniowca zespołu Tigres UANL, z którym w jesiennym sezonie Apertura 2011 wywalczył tytuł mistrza Meksyku – po zwycięstwie wynikiem 4:1 (1:0, 3:1) z Santosem Laguna – znów zostając wybranym w plebiscycie Meksykańskiego Związku Piłki Nożnej najlepszym trenerem w lidze. W wiosennych rozgrywkach Clausura 2014 zdobył natomiast pierwszy w swojej karierze szkoleniowca puchar Meksyku – Copa MX, wobec finałowego zwycięstwa nad drugoligowym Alebrijes (3:0). W tym samym roku zajął również drugie miejsce w superpucharze Meksyku – Supercopa MX, ulegając Morelii w dwumeczu wynikiem 4:5 (1:4, 3:1), by w sezonie Apertura 2014 wywalczyć wicemistrzostwo kraju po finałowej porażce 1:3 z Américą (1:0, 0:3). W 2015 roku dotarł natomiast ze swoimi podopiecznymi do finału najważniejszego turnieju klubowego Ameryki Południowej – Copa Libertadores, gdzie jednak gracze Tigres przegrali w dwumeczu 0:3 (0:0, 0:3) z argentyńskim River Plate.
W sierpniu 2015 Ferretti został mianowany przez Meksykański Związek Piłki Nożnej tymczasowym selekcjonerem reprezentacji Meksyku, zastępując na stanowisku zwolnionego wcześniej Miguela Herrerę. Kadrę narodową prowadził – równocześnie do pracy w Tigres – przez dwa miesiące; pod jego wodzą Meksykanie wygrali po dogrywce baraż o udział w Pucharze Konfederacji 2017 z USA (3:2) oraz rozegrali towarzyskie mecze z Trynidadem i Tobago (3:3), Argentyną (1:1) i Panamą (1:0). W sezonie Apertura 2015, już wyłącznie jako szkoleniowiec Tigres, zdobył z tą ekipą swoje drugie mistrzostwo Meksyku, wygrywając w finale z Pumas UNAM po rzutach karnych wynikiem 4:4 (3:0, 1:4, 4:2 k), natomiast w 2016 roku doszedł do finału Ligi Mistrzów CONCACAF, tym razem ulegając w nim Américe wynikiem 1:4 (0:2, 1:2).